# Calcochloris obtusirostris
Calcochloris obtusirostris е вид бозайник от семейство Златни къртици (Chrysochloridae). Видът е незастрашен от изчезване.

## Разпространение
Разпространен е в Мозамбик, Южна Африка и Зимбабве.